# Zonnevis
De zonnevis (Zeus faber) is de typesoort van de familie van de zonnevissen (Zeidae) en de orde zonnevisachtigen (Zeiformes). De vis heeft veel bijnamen zoals sint-pietervis, zeehaan en spiegelvis. In het Engels heet de vis John Dory, waarbij het Dory mogelijk verwijst naar het Franse woord doré (van goud). De zonnevis is als volwassen dier tussen de 29 en 35 cm lang, maar kan 70 cm worden, met een maximaal gewicht van 8 kg.

## Beschrijving

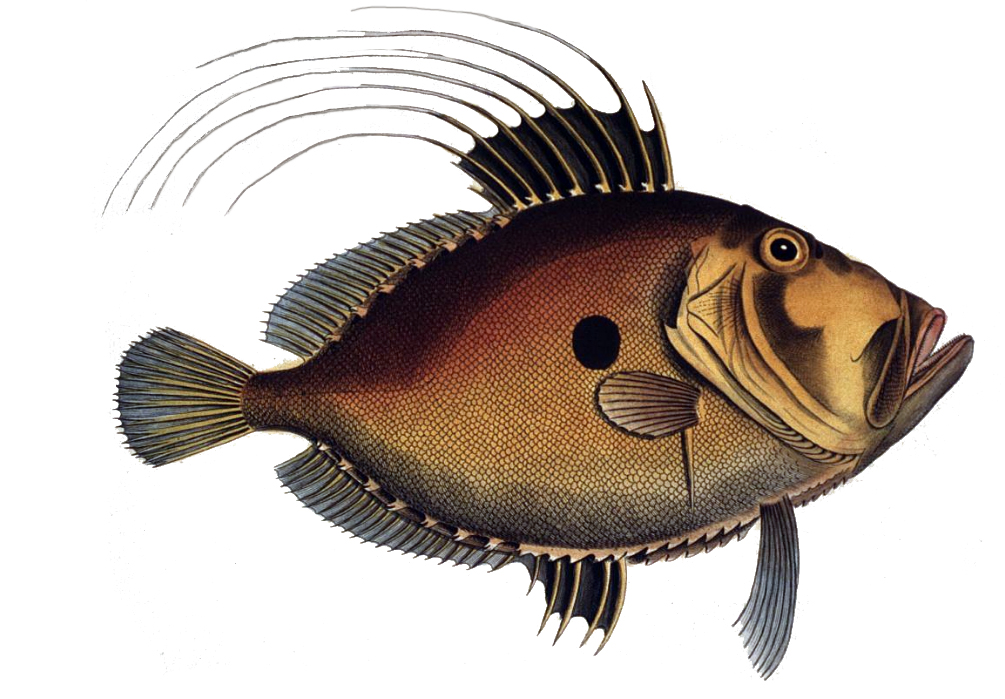
Zonnevis, illustratie uit Illustrations de Ichtyologie ou histoire naturelle générale et particulière des Poissons’' (ca. 1795)

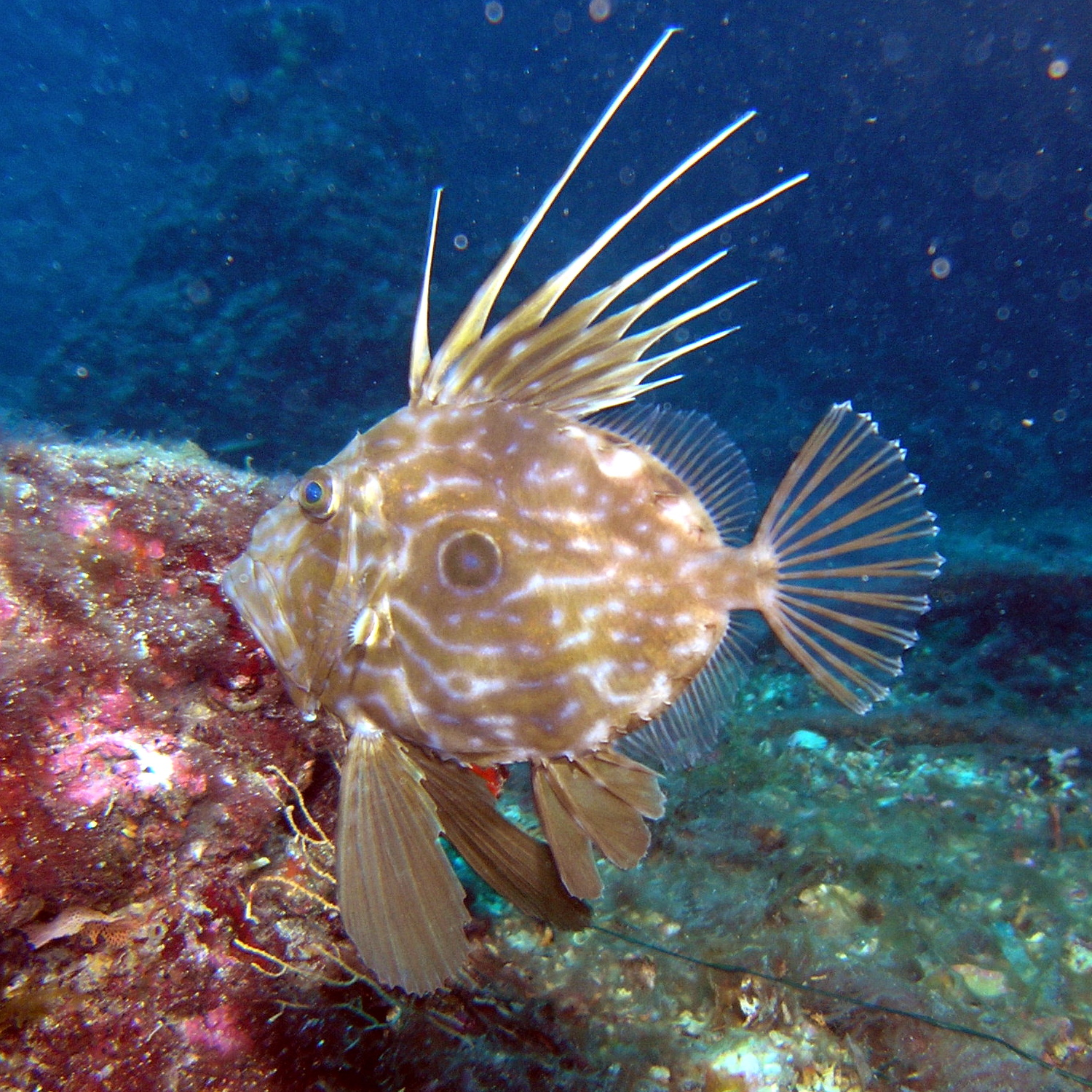
Zonnevis, foto: de:Benutzer:Kleines.Opossum

Het is een opvallende vis met een grote kop en uitstulpbare bek en met lange draden aan de eerste 8 tot 11 stekels van de rugvin. Verder 22–25 vinstralen op de rugvin; de aarsvin heeft 3 tot 4 stekels en 20–23 vinstralen. De vis is donkergeel tot bruin met een onregelmatig patroon van gele vlekken, met daarin één opvallende zwarte vlek, met gele rand op beide flanken.

## Leefwijze en voorkomen
De zonnevis komt voor in kustwateren van de oostelijke Atlantische Oceaan van Noorwegen tot Zuid-Afrika, verder in de Middellandse Zee en de Zwarte Zee en het westen van de Grote Oceaan. Hij geeft de voorkeur aan een diepte tussen de 50 en 150 m (range 5 – 400 m). De zonnevis is een roofvis die zich voedt met haring, grondels, zandspiering, horsmakrelen en pelser, maar ook wel met kreeftachtigen en inktvissen.

### Voorkomen in Nederland
De zonnevis is niet zo algemeen in de kustwateren van de Lage Landen. Op de website van de stichting ANEMOON staan wel zonnevisfoto's van sportduikers in de Grevelingen. Dit zijn meestal vrij jonge exemplaren.
Een muurschildering van deze vis, gemaakt door de Amsterdamse kunstenaar Amok Island, bevindt zich op de Erasmusstraat in Rotterdam-Noord.